# ایبیچی
ایبیچی (به پرتغالی: Ibicuí) یک منطقهٔ مسکونی در برزیل است که در باهیا واقع شده‌است. ایبیچی ۱۶٬۲۳۰ نفر جمعیت دارد.